# Élections municipales de 2013 en Chaudière-Appalaches
Les élections municipales québécoises de 2013 se déroulent le 3 novembre 2013. Elles permettent d'élire les maires et les conseillers de chacune des municipalités locales du Québec, ainsi que les préfets de quelques municipalités régionales de comté.

## Chaudière-Appalaches

### Lévis
| Partis                         | Partis                              | Candidats pour la mairie | Vote   | %     |
| ------------------------------ | ----------------------------------- | ------------------------ | ------ | ----- |
|                                | Lévis Force 10 - Équipe Lehouillier | Gilles Lehouillier       | 19 524 | 38,92 |
|                                | Indépendant                         | Isabelle Demers          | 16 903 | 34,17 |
|                                | Renouveau Lévis                     | Antoine Dubé             | 8 118  | 16,41 |
|                                | Action Lévis                        | André Jean               | 2 593  | 5,24  |
|                                | Indépendant                         | Stéphane Blais           | 1 926  | 3,86  |
|                                | Indépendant                         | Incroyable Luc Cauchon   | 677    | 1,37  |
| Taux de participation : 46,4 % |                                     |                          |        |       |